# إرفين كيلر
إرفين كيلر (بالألمانية: Erwin Keller)‏ هو لاعب هوكي الحقل ألماني، ولد في 8 أبريل 1905 في برلين في ألمانيا، وتوفي في 1971.

## وصلات خارجية
- إرفين كيلر على موقع أوليمبيديا (الإنجليزية)